# Ludwig Fahrenkrog
Ludwig Fahrenkrog (20 de octubre de 1867 - † 27 de octubre de 1952) fue un pintor y escritor alemán, fundador de la Hermandad de la fe germánica (Germanische Glaubensgemeinschaft) en 1912 junto a Wilhelm Schwaner, dos de los pioneros de los más antiguos movimientos neopaganos religiosos völkisch de principios del siglo XX.
Ludwig Fahrenkrog nació en Rendsburg, Prusia. Inició su carrera artística desde muy joven, sus primeros pasos están testimoniados en la Academia real de arte de Berlín (hoy Academia de las Artes de Berlín) antes de lograr un puesto como profesor en 1913. También enseñó en la Escuela de Artes y Oficios de Bremen, entre 1898 y 1931. 

## Influencias artísticas
Fahrenkrog se formó en la tradición clásica, y tuvo una exitosa carrera artística. Inició su carrera como profesor de arte en 1913, y más tarde fue nombrado profesor invitado en la Universidad de Dakota del Sur en 1925. En 1928 recibió el primer premio en la exposición Grand Palace de Múnich. Su estilo, sin embargo, tiene más influencias del Art Nouveau y el simbolismo que la tradición clásica. Si bien el trabajo de Fahrenkrog puede verse en un contexto de los movimientos de arte contemporáneo, también fue fuertemente influenciado por su participación en el movimiento religioso que lideraba al mismo tiempo. Fahrenkrog tenía un toque de mística e insistió en la «vivencia de la divinidad», una peculiar facilidad de los artistas alemanes.

## Hermandad de la fe germánica
Los primeros pasos de Fahrenkrog se inician con Deutscher Bund für Persönlichkeitskultur (Liga alemana para la cultura y la personalidad), que daba apoyo a una publicación llamada Mehr Licht! (¡Más luz!), en referencia a las famosas últimas palabras de Goethe. Estuvo involucrado con Deutsche Religionsgemeinschaft (Comunidad religiosa alemana German [DRG]), que cambió varias veces de nombre, primero en 1912 como Germanische-Deutsche Religionsgemeinschaft (Comunidad religiosa germánica-alemana [GDRG]), y después en 1915, tras una escisión, como Deutschgläubige Gemeinschaft (Asociación de fieles alemanes [DGG]).
Fahrenkrog estuvo activo en GDRG hasta que varios miembros abandonaron la institución por desacuerdos sobre el lugar que debían ocupar de los antiguos dioses germánicos y la inclusión de un miembro de raíces medio judías; poco después el grupo cambió su nombre por Germanische Glaubens Gemeinschaft (Hermandad de la fe germánica [GGG]), ya definitivo. En 1916, el grupo estableció diez puntos sobre la creencia en común que se publicaron más tarde en Das Deutsche Buch (El libro alemán).
En 1923, el sexto año de existencia de GGG, Fahrenkrog dio un discurso que hizo hincapié en el carácter no político del grupo, y declaró como objetivo de «ascenso y voluntad unida de todos los pueblos germánicos». En ese momento, el grupo tuvo una gran difusión en varios países vecinos, y los planes para un mayor crecimiento incluyó la construcción de un templo de culto germánico diseñado por el hijastro de Fahrenkrog.
Sin embargo, la construcción del templo fue obstruido por las protestas de los grupos cristianos locales y desacuerdos entre los propios miembros de GGG, y el proyecto nunca fue finalizado. En 1925, Fahrenkrog y Adolf Kroll, otro de los primeros miembros, discutieron sobre el papel que los Edda debían jugar en la mitología del grupo. Fahrenkrog creía que GGG debía evolucionar hacia un nuevo mito e incorporarlo, pero no depender de los Edda, Kroll veía esto como clara deslealtad a los viejos mitos germánicos. De hecho las pinturas de Fahrenkrog mostraba a un Lucifer, a quien adoraba, como dios germánico de la iluminación y lo representó de manera clásica con cabellos suntuosos, que irradiaban luz y energía.

## La hermandad bajo el Tercer Reich
Cuando los nazis llegaron al poder en 1933, muchos grupos no vinculados al partido fueron abolidos. Sin embargo GGG no fue forzada a desmantelarse, gracias sobre todo a la proyección internacional que tenía Fahrenkrog como artista. De todas formas sus actividades fueron limitadas y no podían organizar encuentros públicos y, a partir de 1938, se les prohibió el uso de la esvástica, un símbolo sagrado milenario que usaban desde 1908.
Fahrenkrog fue siempre reacio al saludo «¡Heil Hitler!» en sus cartas, que le perjudicó en su reputación y relaciones con el partido en el poder. En 1934, una exposición sobre sus pinturas fue prohibida por el Ministerio de Propaganda del Reich.

## Obra literaria
Algunas obras relacionadas con el arte y el misticimo germánico de Ludwig Fahrenkrog:
- Geschichte meines Glaubens von Fahrenkrog (Berlin-Barmen), Gebauer-Schwetschke, 1906
- Baldur: Drama, Greiner & Pfeiffer, 1908
- Heiliger Frühling, Schöpp & Vorsteher, 1908
- Wölund: Drama, Greiner & Pfeiffer, 1914
- Lucifer: dichtung in bild und wort ..., Greiner & Pfeiffer, 1917
- Sturm über Land: Kriegsbilder ..., 1917 (Ludwig Fahrenkrog, Curt Engelbrecht)
- Sechs farbige Kunstblätter nach Gemälden von Professor L. Fahrenkrog, Verlag f. Volkskunst u. Volksbildung Keutel, 1915
- Fahrenkrog, 1922
- DieGodentochter: Drama, Verlag Wilhelm Hartung, 1922
- Nornegast: Drama, W. Hartung, 1922
- Das Grauen vor dem Unbekannten, Wilhelm Hartung, 1922
- Germanischer Glaube, W. Hartung, 1924
- Fidus: dem Menschen und Künstler, Laurer, 1924
- Ludwig Fahrenkrog: seine Schöpfungen und ihre Bedeutung für unser Volkstum, Verlag der Schönheit, 1925
- Dschain Mahavira, 1925
- Geschichte meines Glaubens, W. Hartung, 1926
- Das Goldene Tor: Dichtungen in Wort und Bild, Fahrenkrog-Gesellschaft, 1927
- Richter Irrwahn, Verlag d. Fahrenkrog-Gesellschaft, 1931
- Gott im Wandel der Zeiten: ein Buch in sieben Büchern, Verlag der Fahrenkrog-Gesellschaft, 1931
- Der geopferte Gott, 1931
- Der Sinn des Hakenkreuzes und die Germanische Glaubens-Gemeinschaft, Fahrenkrog-Verlag, 1933
- Jung-deutsche Religion, Fahrenkrog-Verl, 1935
- Wie sagst du es deinem Kinde?, Peter, 1935
- Selbsterlösung, Peter, 1935
- Aufsätze zum Germanenglauben, Fahrenkrog-Verl., 1936
- Held oder Händler?, Fahrenkrog-Verlag, 1936
- Deutschen Kindern - deutsche Namen!, Fritsch, 1938